# Rhyssemus tonkineus
Rhyssemus tonkineus är en skalbaggsart som beskrevs av Vladimir Balthasar 1945. Rhyssemus tonkineus ingår i släktet Rhyssemus och familjen Aphodiidae. Inga underarter finns listade i Catalogue of Life.